# Iain Duncan Smith

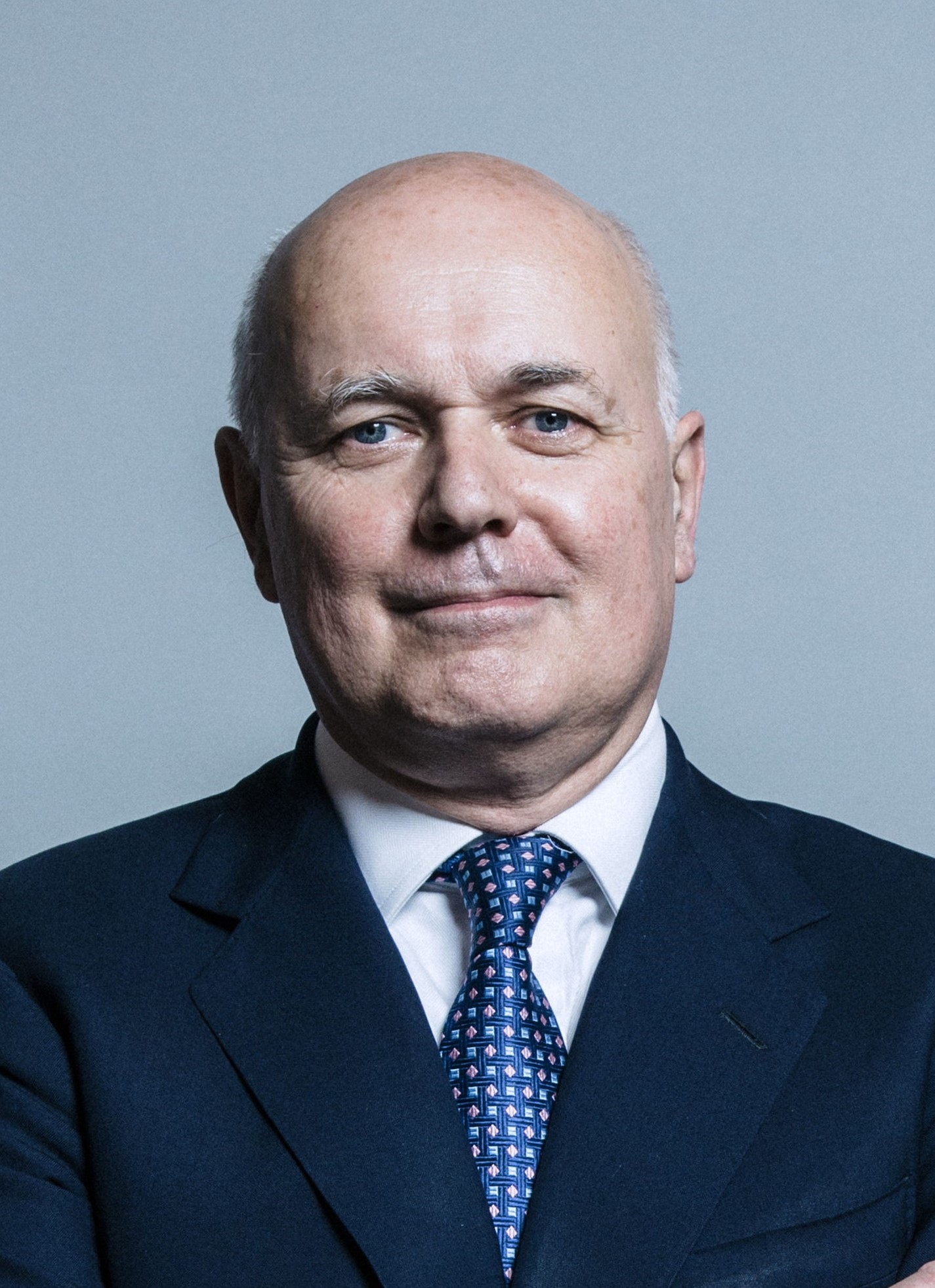
Duncan Smith em 2017

George Iain Duncan Smith (nascido em 9 de abril de 1954), muitas vezes referido por suas iniciais IDS, é um político britânico que serviu como líder do Partido Conservador e líder da oposição de 2001 a 2003. Foi secretário de Estado do Trabalho e das Pensões de 2010 a 2016. Ele é membro do Parlamento (MP) por Chingford e Woodford Green, anteriormente Chingford, desde 1992.

## Vida
Filho de W. G. G. Duncan Smith, um ás voador da Força Aérea Real, Duncan Smith nasceu em Edimburgo e foi criado em Solihull. Depois de estudar na escola de treinamento HMS Conway e na Royal Military Academy Sandhurst, ele serviu na Guarda Escocesa de 1975 a 1981, vendo turnês na Irlanda do Norte e Rodésia. Juntou-se ao Partido Conservador em 1981. Depois de disputar Bradford West sem sucesso em 1987, ele foi eleito para o Parlamento nas eleições gerais de 1992. Ele foi um backbencher durante a premiership de John Major. Durante a liderança de William Hague, ele serviu como Secretário de Estado Sombra para a Segurança Social entre 1997 e 1998, e Secretário de Estado Sombra para a Defesa de 1998 a 2001.
Após a renúncia de William Hague, Duncan Smith venceu a eleição para a liderança do Partido Conservador em 2001, em parte devido ao apoio de Margaret Thatcher por suas crenças eurocéticas. No entanto, muitos deputados conservadores passaram a considerá-lo incapaz de vencer as próximas eleições gerais e, em 2003, ele perdeu um voto de confiança em sua liderança; ele imediatamente renunciou e foi sucedido por Michael Howard. Voltando aos bastidores, Duncan Smith fundou o Centro de Justiça Social, um think tank de centro-direita independente do Partido Conservador, e tornou-se presidente de seu Grupo de Política de Justiça Social.
Em maio de 2010, o novo primeiro-ministro David Cameron nomeou-o para servir no gabinete como secretário de Estado do Trabalho e Pensões. Durante seu mandato, ele foi responsável por ver as mudanças no estado de bem-estar social. Ele renunciou ao gabinete em março de 2016, em oposição aos cortes propostos pelo chanceler George Osborne para benefícios por incapacidade, retornando aos bastidores, onde permanece.